# Округ Топољчани
Округ Топољчани (слч. Okres Topoľčany) округ је у Њитранском крају, у Словачкој Републици. Административно средиште округа је град Топољчани.

## Географија
Налази се у сјеверном дијелу Њитранског краја.
Граничи:
- на сјеверу и истоку је Тренчински крај,
- западно Трнавски крај,
- јужно Округ Њитра и Округ Злате Моравце.

Клима је умјерено континентална.

## Становништво
| Година:    | 1994.  | 2004.   | 2014.   | 2024.   |
| ---------- | ------ | ------- | ------- | ------- |
| Број људи: | 74 298 | 74 058  | 71 586  | 69 278  |
| Разлика:   |        | -0,32 % | -3,33 % | -3,22 % |

| Година:    | 2023.  | 2024.   |
| ---------- | ------ | ------- |
| Број људи: | 69 577 | 69 278  |
| Разлика:   |        | -0,42 % |

Према подацима о броју становника из 2011. године округ је имао 72.231 становника. Словаци чине 95% становништва.
| Етнички састав (2011)‍ | Етнички састав (2011)‍ | Етнички састав (2011)‍ | Етнички састав (2011)‍ | Етнички састав (2011)‍ |
| --------------------- | --------------------- | --------------------- | --------------------- | --------------------- |
|                       |                       |                       |                       |                       |
| Словаци               | Словаци               |                       | 0                     | 95%                   |
| Мађари                | Мађари                |                       | 0                     | 0,49%                 |
| Чеси                  | Чеси                  |                       | 0                     | 0,36%                 |
| остали, непознато     | остали, непознато     |                       | 0                     | 4,15%                 |

## Насеља
У округу се налази један град и 53 насељена мјеста.